# Víctor Bonilla
Víctor Manuel Bonilla Hinestroza (ur. 23 stycznia 1971 w Tumaco) – kolumbijski piłkarz występujący na pozycji napastnika. Znany pod przydomkiem Don Víctor.

## Kariera klubowa
Podczas trwającej od 1991 do 2010 profesjonalnej kariery piłkarskiej był graczem aż 15 klubów. W swojej ojczyźnie występował dla Deportivo Cali (1991–1999), Cortului (2003 i 2010), Amériki Cali (2004 i 2006), Tolimy (2005), Atlético Huila (2007), Atlético Cali (2008) oraz Deportes Quindío (2009–2010). Bronił także barw hiszpańskich: Realu Sociedad (1999) i Salamanki, francuskich: Tuluzy (2000–2001), FC Nantes (2001–2002) i Montpellier HSC (2002–2003), katarskiego Ar-Rajjan SC (2003), meksykańskiego klubu Dorados de Sinaloa (2003–2004) oraz ekwadorskiego Barcelona SC (2006).

## Kariera reprezentacyjna
W latach 1997–2001 zaliczył 17 występów i zdobył pięć bramek w reprezentacji Kolumbii. Zagrał na Copa América 1997 i 1999 oraz Złotym Pucharze CONCACAF 2000.

## Sukcesy
- 2-krotny mistrz Kolumbii (1996, 1998 z Deportivo Cali)
- król strzelców Categoría Primera A 1998 (z Deportivo Cali)
- finalista Copa Libertadores 1999 (z Deportivo Cali)
- król strzelców Copa Libertadores 1999 (z Deportivo Cali)
- 4. zawodnik w klasyfikacji strzelców francuskiej 1. Division 2000/2001 (z FC Nantes)
- mistrz Meksyku (2003 - Torneo Apertura z Dorados de Sinaloa)
- wicemistrz Kolumbii (2007 z Atlético Huila)
- ćwierćfinalista Copa América 1997 i 1999 (z reprezentacją Kolumbii)
- finalista Złotego Pucharu CONCACAF 2000 (z reprezentacją Kolumbii)